# Mount Fleming
Mount Fleming är ett berg i Antarktis. Det ligger i Östantarktis. Nya Zeeland gör anspråk på området. Toppen på Mount Fleming är 2 206 meter över havet, eller 27 meter över den omgivande terrängen. Bredden vid basen är 1,5 km.
Terrängen runt Mount Fleming är varierad. Trakten är obefolkad. Det finns inga samhällen i närheten.